# George Friedrich von der Albe

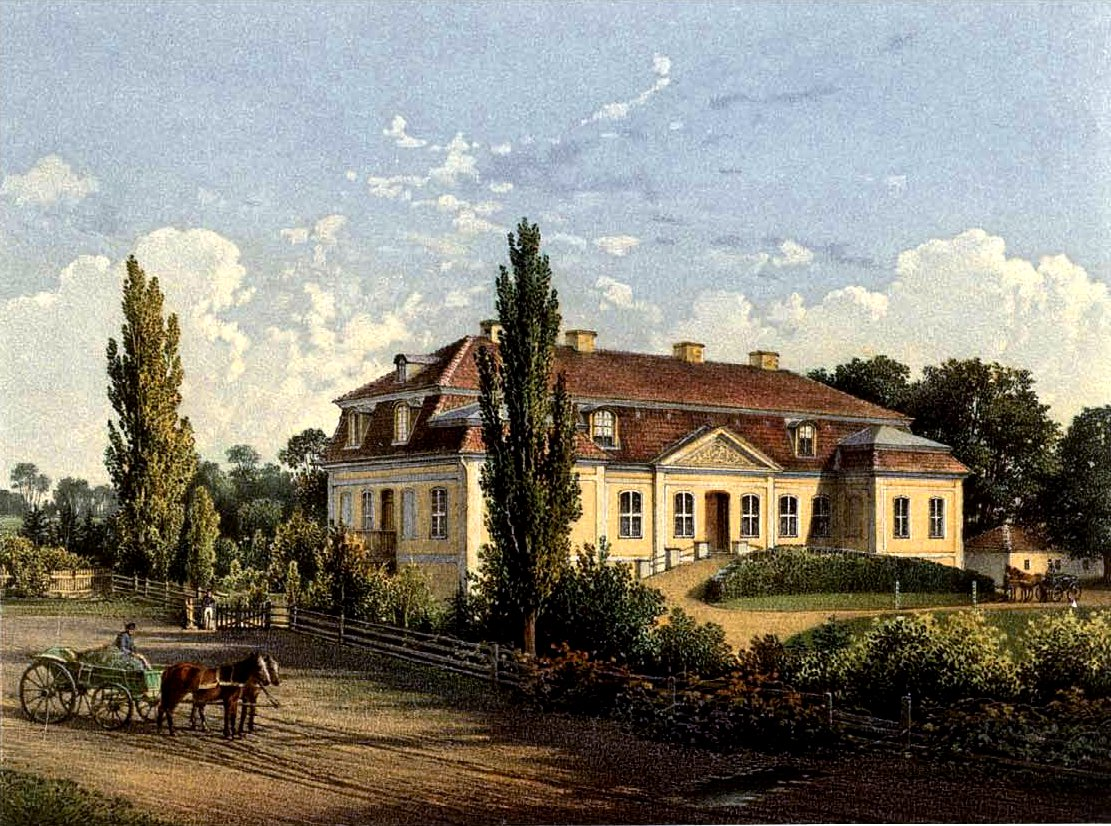
Rittergut Condehnen um 1860, Sammlung Alexander Duncker

George Friedrich von der Albe (* 1662 in Pollwitten, Ostpreußen; † 9. Januar 1717 in Halberstadt) preußischer Generalmajor und Amtshauptmann in Lötzen.

## Leben
Er entstammte einem alt-adeligen preußischen Geschlecht, die auf dem Rittergut Condehnen lebten. 1682 trat er als Fähnrich in dänische Dienste. 1688 wurde er Rittmeister im Sonsfeldschen Dragonerregiment, 1692 Major, 1695 Oberstleutnant. Im Januar 1703 wurde er Oberst und Kommandeur des Regiments. Am 21. Januar 1710 wurde er Brigadier der Kavallerie. 1711 starb sein Chef, der Generalleutnant Friedrich Wilhelm von Wittenhorst-Sonsfeld, und so wurde von der Albe am 19. Juni 1711 Chef des Kürassier-Regiments Nr. 7 (damals noch ein Dragoner-Regiment, ab 1717 Kürassiere). Am 12. Mai 1713 erfolgte die Ernennung zum Generalmajor. Von 1703 bis 1712 war er Amtsmann in Lötzen. Das Regiment kämpfte im Pfälzischen Erbfolgekrieg (1688–1697), und im  Spanischen Erbfolgekrieg (1701–1714). In der Schlacht von Malplaquet (1711) wurde Albe verwundet.
Während des Großen Nordischen Kriegs (1700–1721) kommandierte er 1715 die preußischen Truppen bei der erfolgreichen Belagerung von Wismar. Sie war zu dieser Zeit die größte Festung Europas.

## Familie
Er war mit einer Frau Hedwig von Raab aus Kleve verheiratet. Ihr Sohn Friedrich Wilhelm von der Albe († 17. Februar 1758) wurde Major der preußischen Armee und Kanon in Halberstadt.  Er war mit Albertine Luise von Bismarck verheiratet, der Tochter des russischen Generalleutnants Ludolf August von Bismarck. Mit ihm starb die Linie aus.